# Michael von Albrecht
Michael von Albrecht, född den 22 augusti 1933 i Stuttgart, är en tysk klassisk filolog, och son till kompositören Georg von Albrecht.

## Biografi
Albrecht var son till kompositören Georg Albrecht och studerade först på Musikakademin i Stuttgart, där han tog examen 1955. Efter studier i Tübingen och Paris i ämnena klassisk filologi och indologi blev von Albrecht 1959 Dr. phil. vid Tübingens universitet, där han habiliterade sig 1964. Redan samma år blev han ordinarie professor i klassisk filologi vid Heidelbergs universitet, där han stannade till 1998. Han var också gästprofessor vid universitetet i Amstemdam och gästmedlem vid Institute for Advanced Study Princeton 1981.
Michael von Albrechts forskning fokuserar på antik musik, romersk litteratur och dess receptionshistoria samt jämförande litteraturvetenskap. Hans Geschichte der römischen Literatur i två band betraktas som ett standardverk och har översatts till åtta språk. Han gick också igenom översättningar från latin, särskilt från Vergilius och Ovidius.

## Utmärkelser
Sedan 1996 har han varit medlem i Academia Europaea. 1998 blev han hedersdoktor vid Aristotelesuniversitetet i Thessaloniki.
För sina översättningar från latin tilldelades han 2004 Johann Heinrich Voß pris för översättning. År 2014 fick han Dragomanov-medaljen från Nationella pedagogiska universitetet i Kiev, i november 2015 fick han ett hedersdoktorat från den ryska vetenskapsakademin i Moskva. År 2018 fick han Pegasus-nålen för sitt arbete med att undervisa och bevara det latinska språket och litteraturen.